# Popovo Polje
Popovo Polje je naselje u distriktu Brčko, BiH.

## Stanovništvo
Nacionalni sastav stanovništva 1991. godine, bio je sljedeći:
ukupno: 248
- Srbi - 245
- Jugoslaveni - 1
- ostali, neopredijeljeni i nepoznato - 2